# Monuments nationaux de Ljubuški
Cet article recense les monuments nationaux situés sur le territoire de la municipalité de Ljubuški en Bosnie-Herzégovine et dans la fédération de Bosnie-et-Herzégovine. La liste établie par la Commission pour la protection des monuments nationaux compte 6 monuments nationaux inscrits sur la liste principale et 3 monuments inscrits sur une liste provisoire.

## Monuments nationaux
| Monument                         | Localité | Géolocalisation | Datation        | Commentaire éventuel                      | Photo |
| -------------------------------- | -------- | --------------- | --------------- | ----------------------------------------- | ----- |
| Camp romain de Gračine (Bigeste) | Humac    |                 | Période romaine | Site archéologique                        |       |
| Mosquée d'Ali-bey Kapetanović    | Vitina   |                 | 1856-1858       | Très endommagée en 1993 ; rénovée en 2009 |       |
| Tour résidence Lalić             | Ljubuški |                 | 1774            | Manoir semi-fortifié                      |       |
| Nécropole de Bijača              | Bijača   |                 | Moyen Âge       | Avec 33 stećci                            |       |
| Nécropole de Mramorje            | Studenci |                 | Moyen Âge       | Avec 74 stećci                            |       |
| Forteresse de Ljubuški           | Ljubuški |                 | XVe siècle      |                                           |       |

## Liste provisoire
| Monument                      | Localité | Géolocalisation | Datation | Commentaire éventuel | Photo |
| ----------------------------- | -------- | --------------- | -------- | -------------------- | ----- |
| Couvent franciscain de Humac  | Humac    |                 |          | Avec son église      |       |
| Église catholique de Veljaci  | Veljaci  |                 |          |                      |       |
| Église Saint-Pascal de Vitina | Vitina   |                 |          | Église catholique    |       |